# Мак Демарко
МакБрайр Самюель Ленайон «Мак» Демарко, вроджений Вернор Вінфілд МакБрайр Сміт IV (30 квітня 1990 , Дункан, Британська Колумбія ) — канадський співак, автор пісень, мультиінструменталіст і продюсер. Він випустив п'ять повноформатних студійних альбомів: його дебют 2 (2012), Salad Days (2014), This Old Dog (2017), Here Comes The Cowboy (2019) і Five Easy Hot Dogs (2023). Він також випустив мініальбом Rock and Roll Night Club у 2012 році, короткий інструментальний альбом Some Other Ones у 2015 році (перевидано у 2023) та Another One у 2015 році, а також збірку One Wayne G у 2023 році. Його стиль описується як «блю вейв» чи «слекер рок».

## Дискографія
Адаптовано з бази даних Discogs.

### Сольні альбоми
Студійні альбоми
- 2 (2012, Captured Tracks)
- Salad Days (2014, Captured Tracks)
- Some Other Ones (2015/2023, Captured Tracks)
- This Old Dog (2017, Captured Tracks)
- Here Comes the Cowboy (2019, Mac's Record Label)
- Five Easy Hotdogs (2023, Mac's Record Label)
- One Wayne G (2023, Mac's Record Label)

Міні та LP альбоми
- Rock and Roll Night Club (2012, Captured Tracks)
- Another One (2015, Captured Tracks)

Демо
- 2 Demos (2013, Captured Tracks)
- Salad Days Demos (2014, Captured Tracks)
- Another (Demo) One (2015, Captured Tracks)
- Old Dog Demos (2018, Captured Tracks)
- Here Comes The Cowboy Demos (2020, Mac's Record Label)
- Other Here Comes The Cowboy Demos (2020, Mac's Record Label)

### У складі Makeout Videotape
Альбоми
- Heat Wave! (2009, незалежний реліз)
- Eating Like A Kid (2010, незалежний реліз)
- Ying Yang (2011, незалежний реліз)

Сингли та мініальбоми
- Weird Meats 7" (2010, Unfamiliar Records)
- Bossa Ye Ye (2010, незалежний реліз)

Компіляції
- Eyeballing (2011, незалежний реліз)

## Нагороди і номінації
| Нагорода                 | Рік  | Категорія                     | Номінант / робота | Результат | Прим.  |
| ------------------------ | ---- | ----------------------------- | ----------------- | --------- | ------ |
| Polaris Music Prize      | 2013 | Album of the Year (Longlist)  | 2                 | Номінація | [ 7 ]  |
| Polaris Music Prize      | 2014 | Album of the Year (Shortlist) | Salad Days        | Номінація | [ 8 ]  |
| Polaris Music Prize      | 2017 | Album of the Year (Longlist)  | This Old Dog      | Номінація | [ 9 ]  |
| Rober Awards Music Prize | 2012 | Breakthrough Artist           | Мак Демарко       | Номінація | [ 10 ] |
| Rober Awards Music Prize | 2014 | Best Male Artist              | Мак Демарко       | Номінація | [ 11 ] |
| Rober Awards Music Prize | 2014 | Best Songwriter               | Мак Демарко       | Номінація | [ 11 ] |